# 克莱默 (北达科他州)
克莱默（英語：Kramer），是美国北达科他州下属的一座城市。根据2010年美国人口普查，该市有人口29人。